# Чимсачёй-Ист

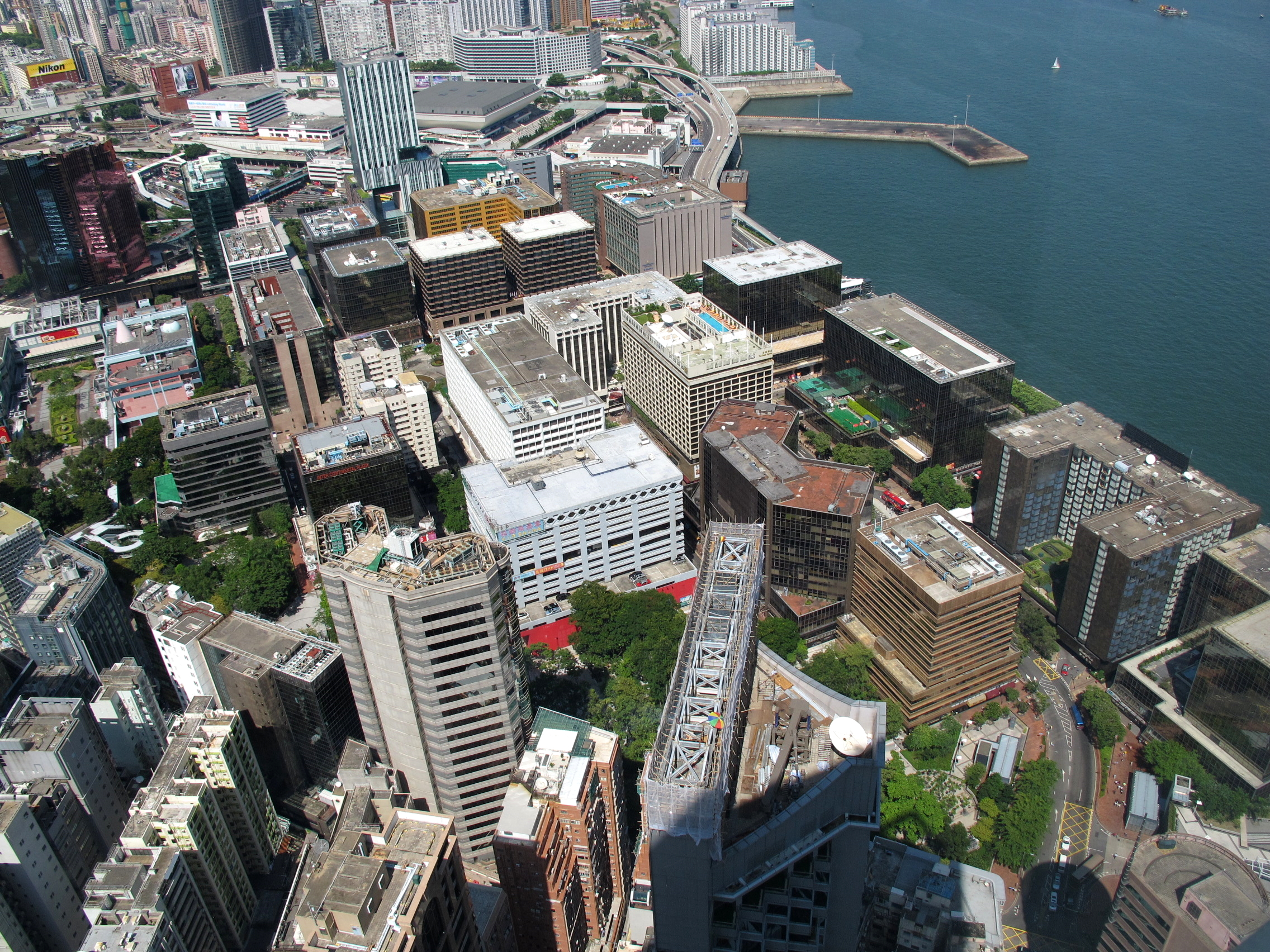
Чимсачёй-Ист

Чимсачёй-Ист (иер. 尖沙咀東, ютпх. zim1saa1zeoi2 Dung1, кит.-рус. Цзяньшацзуй дун, англ. Tsim Sha Tsui East) — гонконгский район, входящий в состав округа Яучимвон. В сравнительно невысокой застройке района преобладает коммерческая недвижимость — отели, торговые центры и офисы (кроме того, здесь базируется штаб-квартира Гонконгского департамента пожарной охраны). Популярным местом отдыха горожан является набережная Чимсачёй (променад), на юго-западе переходящая в авеню Звёзд.
Большая часть территории Чимсачёй-Ист появилась в 1970-х годах благодаря насыпным работам в заливе Хунхам.

## География
На западе Чимсачёй-Ист граничит с районом Чимсачёй (по улице Чатем-роуд), на севере — с кампусом Гонконгского политехнического университета, на востоке — с районом Хунхам, на юго-востоке ограничен водами бухты Виктория. В центре района расположены общественный сквер Моди-роуд-гарден и «Сад столетия» (Urban Council Centenary Garden).

## Экономика
В районе расположены офисно-торговые центры Tsim Sha Tsui Centre и Empire Centre компании Sino Group, торговый центр Wing On Plaza компании Wing On, офисно-торговые центры Mirror Tower, Houston Centre, South Seas Centre, Chinachem Golden Plaza, New Mandarin Plaza, Harbour Crystal Centre, East Ocean Centre, Auto Plaza, Peninsula Centre, Hilton Towers, Inter-Continental Plaza и Energy Plaza, фешенебельные отели Kowloon Shangri-La, New World Centre и InterContinental Grand Stanford, отели ICON, Royal Garden, Regal Kowloon, New World Millennium.
Кроме магазинов в оживлённом районе Чимсачёй-Ист расположено несколько пешеходных зон со множеством кафе, баров, ресторанов и клубов.

## Транспорт
Главными пассажирскими узлами района являются станция метро Ист-Чимсачёй на Западной линии (открылась в 2004 году) и станция метро Хунхам на Западной и Восточной линиях (открылась в 1975 году), расположенные вблизи границ Чимсачёй-Ист. Основными транспортными артериями района являются Солсбери-роуд, Чхеонвань-роуд и Чатем-роуд (эти же улицы выступают границами Чимсачёй-Ист). В районе расположено северное окончание подводного туннеля Кросс-харбор, который соединяет Коулун с островом Гонконг.
На пересечении Чатем-роуд и Солсбери-роуд находится крупная автобусная станция Чимсачёй-Ист. В районе имеется обширная сеть пешеходных мостов и переходов, расположенных над автомобильными дорогами и наземными тротуарами. Ранее на месте променада Чимсачёй располагался паромный причал Чимсачёй-Ист (Tsim Sha Tsui East Ferry Pier), от которого суда ходили на остров Гонконг (ликвидирован в 2008 году).

## Культура и образование
Чимсачёй-Ист известен как крупный музейный кластер, привлекающий многочисленных туристов и горожан. Здесь расположены популярные Гонконгский музей истории (Hong Kong Museum of History), основанный в 1975 году, и Гонконгский научный музей (Hong Kong Science Museum), открывшийся в 1991 году. Также здесь расположена публичная библиотека Чимсачёй.